# Duna (språk)
Duna är ett duna-bogayaspråk med 20 000 talare.
Den vanliga ordföljden är subjekt–objekt–verb. Duna har är i viss mån polysyntetiskt.
Nya Testamentet har översatts till duna.